# Ruta Nacional 80 (Colombia)
La Ruta Nacional 80, también llamada Transversal de Los Contenedores. Es una ruta colombiana de tipo transversal que inicia en el municipio de El Carmen de Bolívar, departamento de Bolívar y finaliza en el municipio de San Juan del Cesar, departamento de La Guajira. Estas hace parte de la llamada Ruta del Sol III. Además, del Ramal La Gloria (Nueva Granada) - Santa Ana.

## Tramos y tramos alternos
| Tramo | Inicio               | Final              | Distancia (km) |
| ----- | -------------------- | ------------------ | -------------- |
| 01    | El Carmen de Bolívar | Plato              | 40.91          |
| 02    | Plato                | Pueblo Nuevo       | 67.20          |
| 03    | Pueblo Nuevo         | Valledupar         | 116.00         |
| 04    | Valledupar           | La Paz             | 13.49          |
| 04A   | Valledupar           | San Juan del Cesar | 38.56          |

## Ramales

### Magdalena
| Ramal    | Descripción           |
| -------- | --------------------- |
| 80 MG 01 | Santa Ana - La Gloria |

## Variantes

### Magdalena
| Variante | Descripción              |
| -------- | ------------------------ |
| 80 MG F  | Variante de Pueblo Nuevo |

## Detalles de la Ruta

### Tramo 01

#### Lugares que atraviesa
- El Carmen de Bolívar
- Hato Nuevo (El Carmen de Bolívar)
- Capaca (Zambrano)
- Puente Plato

### Tramo 02

#### Lugares que atraviesa
- Plato
- Cienagueta (Plato)
- Apure (Plato)
- Nueva Granada
- La Gloria (Nueva Granada)
- El Difícil (Ariguaní)
- San José de Ariguaní (Ariguaní)

### Tramo 03

#### Lugares que atraviesa
- Bosconia
- Caracolí (Valledupar)
- Mariangola (Valledupar)
- Aguas Blancas (Valledupar)
- Valencia de Jesús (Valledupar)
- Valledupar

### Tramo 04

#### Lugares que atraviesa
- Valledupar
- La Paz

### Tramo Alterno 04A

#### Lugares que atraviesa
- Valledupar
- Río Seco (Valledupar)
- Los Haticos (San Juan del Cesar)
- San Juan del Cesar